# Trendelenburg (Gelehrtenfamilie)
Trendelenburg ist eine Gelehrtenfamilie, in der die folgenden Personen hervortreten:
- Theodor Trendelenburg (1696–1765), deutscher Theologe und Superintendent 
  - Karl Ludwig Friedrich Trendelenburg (1724–1792), deutscher Mediziner, Arzt in Lübeck
    - Theodor Friedrich Trendelenburg (1755–1827), deutscher Mediziner, Stadtphysicus in Lübeck
    - Johann Georg Trendelenburg (1757–1825), deutscher Philologe und Senator der Stadt Danzig
    - Friedrich Wilhelm Trendelenburg (1761–1835), deutscher Jurist und Postkommissar
      - Friedrich Adolf Trendelenburg (1802–1872), deutscher Philosoph und Philologe
        - Friedrich Trendelenburg (Mediziner, 1844) (1844–1924), deutscher Chirurg
          - Wilhelm Trendelenburg (1877–1946), deutscher Physiologe
            - Reinhard Trendelenburg (1907–1941), deutscher Forstwissenschaftler

          - Friedrich Trendelenburg (1878–1962), deutscher Jurist und Ministerialrat
            - Friedrich Trendelenburg (Mediziner, 1916) (1916–2004), deutscher Pneumologe

          - Ernst Trendelenburg (1882–1945), deutscher Jurist und Politiker
          - Paul Trendelenburg (1884–1931), deutscher Pharmakologe
            - Ullrich Trendelenburg (1922–2006), deutscher Pharmakologe

          - Ferdinand Trendelenburg (1896–1973), deutscher Physiker
            - Ernst Adolf Trendelenburg (1923–1989), deutscher Physiker

  - Adolph Friedrich Trendelenburg (1737–1803), deutscher Jurist, dreimaliger Rektor der fürstlichen Universität Bützow und Hofpfalzgraf